# Hippopus
Hippopus é um género de bivalve da família Tridacnidae.
Este género contém as seguintes espécies:
- Hippopus hippopus
- Hippopus porcellanus